# NGC 4510
NGC 4510 (другие обозначения — UGC 7679, MCG 11-15-58, ZWG 315.41, PGC 41489) — эллиптическая галактика (E) в созвездии Дракона. Открыта Генрихом Д'Арре 9 сентября 1866 года.
Этот объект входит в число перечисленных в оригинальной редакции «Нового общего каталога».
К западу от ядра сквозь далёкую периферию (на расстоянии около двух оптических диаметров) галактики, расположенной на переднем плане, проецируется удалённая лацертида (активное галактическое ядро типа BL Lac) 1229.3+6430 с красным смещением 0,17, которое почти в 20 раз больше, чем у NGC 4510. Высказано предположение, что яркость этого рентгеновского источника усилена вследствие микролинзирования звёздами гало NGC 4510.